# کویهنگ
کویهنگ (به لاتین: Cuiheng) یک روستا در جمهوری خلق چین است که در نانلانگ واقع شده‌است. کویهنگ ۲٫۷ متر بالاتر از سطح دریا واقع شده‌است.
این روستا زادگاه رئیس جمهور سون یات سن نخستین رئیس جمهور تاریخ چین و پدر چین مدرن است، خانه آقای سون امروزه به شکل یک موزه انقلاب نگهداری می‌شود و از جاذبه های گردشگری این روستا است.